# محافظة فيستربوتن
محافظة فيستربوتن (بالسويدية: Västerbotten County) هي محافظات في السويد.[بحاجة لمصدر] يقدر عدد سكانها بـ 259,239 نسمة ومساحتها 55,186.2 كم2 .

## أعلام
- وارنر أولاند